# Sarasadat Khademalsharieh
Sarasadat Khademalsharieh, kurz Sara Khadem, (persisch سارا سادات خادم‌الشریعه, DMG Sārā-Sādāt Chādem aš-Šariʿeh; geboren am 10. März 1997 in Teheran) ist eine iranische Schachspielerin, die seit Juli 2023 für den spanischen Schachverband spielt.

## Erfolge
2008 gewann sie die Asien-Meisterschaft der Mädchen unter 12 und wurde für diesen Erfolg zur FIDE-Meisterin der Frauen (WFM) ernannt. In der gleichen Altersklasse gewann sie 2009 die Weltmeisterschaft. 2011 wurde ihr der Titel eines Internationalen Meisters der Frauen (WIM) verliehen, nachdem sie im selben Jahr die erforderlichen Normen erfüllte (im Februar 2011 beim Khazar International Cup Open in Rascht sowie im Mai 2011 bei der asiatischen Frauenmeisterschaft in Maschhad).
Sie siegte bei den asiatischen Blitz-Meisterschaften der Mädchen unter 16 im Jahr 2012 und im darauffolgenden Jahr bei der Blitz-Weltmeisterschaft in dieser Altersklasse. 2013 wurde sie zur Großmeisterin der Frauen (WGM) ernannt, die erforderlichen Normen erfüllte sie im Februar 2012 beim Khazar International Cup Open in Rascht, im Mai 2012 bei der asiatischen Mannschaftsmeisterschaft der Frauen in Zaozhuang sowie im April 2013 bei einem Open in Naxçıvan. Bei der Junioren-Weltmeisterschaft der Mädchen belegte sie 2014 hinter Alexandra Gorjatschkina den zweiten Platz.
Im Jahr 2015 gewann sie die iranische Einzelmeisterschaft der Frauen, im selben Jahr wurde sie zum Internationalen Meister (IM) ernannt. Die WGM-Normen aus Rascht und Naxçıvan galten gleichzeitig als IM-Normen, eine weitere IM-Norm erfüllte sie bei der Schacholympiade der Frauen 2014 in Tromsø. Für den FIDE Grand Prix der Frauen 2015-2016 erhielt sie (nach einem Qualifikationsmatch gegen Atousa Pourkashiyan) einen Freiplatz als Vertreterin Teherans, das im Februar 2016 eines der vier Turniere austrug. Nachdem sie im Oktober 2015 beim ersten Turnier der Serie in Monte-Carlo auf dem letzten Platz landete, belegte sie in Teheran den zweiten Platz mit 7 Punkten aus 11 Partien. Im Grenke Chess Open 2017 in Karlsruhe wurde sie beste Frau mit 6,5 Punkten aus 9 Partien vor Swaminathan Soumya.
2018 wurde sie Zweite sowohl bei der Schnell-Schach-WM der Damen als auch bei der Blitz-WM der Damen.

## Mannschaftsschach
Mit der iranischen Frauenauswahl nahm sie an den Schacholympiaden 2012, 2014, 2016 und 2018 teil. Außerdem vertrat sie den Iran bei den asiatischen Mannschaftsmeisterschaften der Frauen 2010, 2012, 2014 und 2016, dabei erreichte sie mit der Mannschaft 2010 und 2014 den dritten Platz und in der Einzelwertung 2012 und am zweiten Brett und 2016 am ersten Brett jeweils den dritten Platz.
In der deutschen Frauen-Bundesliga spielt sie seit der Saison 2014/15 für den Hamburger SK, in der chinesischen Mannschaftsmeisterschaft spielte sie 2016 für Shandong, 2017 für Chengdu, 2018 für Hebei und 2019 für Hangzhou Bank.

## Bedrohung und Emigration
Bei der Schnellschach-Weltmeisterschaft im Dezember 2022 in Almaty trat sie aus Solidarität mit den Protesten im Iran ohne Kopftuch zum Wettbewerb an. Als sie daraufhin von iranischen Stellen massiv bedroht wurde, emigrierte sie gemeinsam mit Ehemann und Kind nach Spanien.

## Privates
Sie ist mit dem iranischen Filmregisseur Ardeshir Ahmadi verheiratet. Aus der Ehe stammt ein Sohn, geboren 2022.